# 特卡帕火山

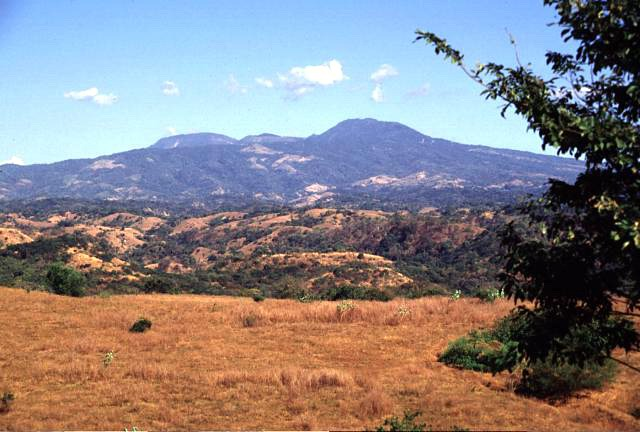

13°29′38″N 88°30′07″W / 13.494°N 88.502°W
特卡帕火山（西班牙語：Volcán Tecapa），是薩爾瓦多的火山，位於該國中部，由烏蘇盧坦省負責管轄，處於首都聖薩爾瓦多以東80公里，海拔高度1,593米，每年平均降雨量1,711毫米。